# Аветисян, Арсен Альбертович
Арсе́н Альбе́ртович Аветися́н (арм. Արսեն Ավետիսյան; 27 мая 1971, Ереван, Армянская ССР, СССР — 21 октября 2004, Санкт-Петербург, Россия) — армянский и российский скульптор. Член Союза художников России, член Союза художников Армении, член Международной федерации художников ЮНЕСКО.

## Биография
Родился 27 мая 1971 года в городе Ереване, в семье деятелей искусств. Отец — Альберт Аветисян, известный скульптор, автор монументальных произведений установленных в Киеве, Вашингтоне и Париже, мать — Жанна Симонян, талантливый художник, работы и гобелены которой находятся в Национальной галерее Армении в Ереване. Будучи одарённым от природы, А. Аветисян пошёл по стопам родителей. Любовь к искусству сыграла решающую роль в выборе профессии. Для совершенствования и оттачивания навыков в скульптуре и повышения художественного мастерства принял решение получить соответствующее высшее образование. Сдав конкурсные экзамены, поступил и успешно окончил Ереванский художественно-театральный институт. После окончания вуза А. Аветисян переехал жить в Санкт-Петербург, где наиболее полно раскрылось его творчество.

## Творчество
Впервые Петербург познакомился с А. Аветисяном в 1993 году и узнал его прежде всего по произведениям малой пластики, по изящным камерным работам. Прошло всего несколько лет, и художник стал создавать большие городские скульптуры. А. Аветисяном были созданы скульптурные серии «Венеция», «Подводное царство», «Либидо», «Соперники»,  скульптурные композиции «Размышление о маленьком принце» во дворе филологического факультета Санкт-Петербургского университета; «Цирк приехал», у здания цирка на Фонтанке и другие, которые наряду с классикой удовлетворяли строгим требованиям и вкусам жителей и гостей Санкт-Петербурга, постепенно становясь новыми символами города на Неве. В Зеленогорске 31 июля 2004 года был открыт памятник «Примирение», посвящённый жертвам Советско-финляндской войны (1939—1940). В Москве его работы с 1996 года представлены в «Галерее Аллы Булянской». Начиная с 1993 года А. Аветисян участвовал более чем в 30 выставках. Серии его произведений выставлялись не только в Петербурге и Москве, но также и в Страсбурге, Антверпене, Нью-Йорке, Париже, Лондоне. Его работы нашли место в различных коллекциях и музеях многих стран мира.
А. Аветисян состоял членом Союза художников России, членом Союза художников Армении и Международной федерации художников ЮНЕСКО.
21 октября 2004 года 33-летний А. Аветисян, его жена Ольга и их трёхмесячная дочь Сатине-Мишель погибли в автомобильной катастрофе. Похоронен в Париже, где живут его родители; жена с дочерью погребены на Смоленском армянском кладбище Санкт-Петербурга.
Учреждён и ежегодно проводится Международный образовательный проект «Маленький принц», с вручением лучшим учителям года за приобщение к миру чтения, призов детской признательности — «скульптуры „Маленький принц“ Арсена Аветисяна».

## Избранные работы скульптора
- 2001 год — открытие скульптурной композиции «Цирк приехал», площадь Белинского, перед зданием Большого Санкт-Петербургского государственного цирка (самая известная работа автора).
- 2002 год — открытие скульптурной композиции «Размышление о Маленьком принце», Парк современной скульптуры, Санкт-Петербургский государственный университет, филологический факультет[2].
- 2002 год — открытие скульптуры «Такса», город Зеленогорск, проспект Ленина, 24.
- 2003 год — открытие скульптурной композиции «Хлеб», город Зеленогорск, проспект Ленина, 22.
- 2004 год — открытие памятника «Примирение», посвящённого жертвам Советско-финляндской войны 1939—1940 годов, город Зеленогорск, перед Лютеранской кирхой.
- 2005 год — открытие скульптурной композиции «Перекур» в Парке современной скульптуры, Санкт-Петербургский государственный университет, филологический факультет[2].
- 2008 год — установлена скульптура «Дерево любви», Санкт-Петербургский государственный университет, набережная Макарова, 6, психологический факультет.

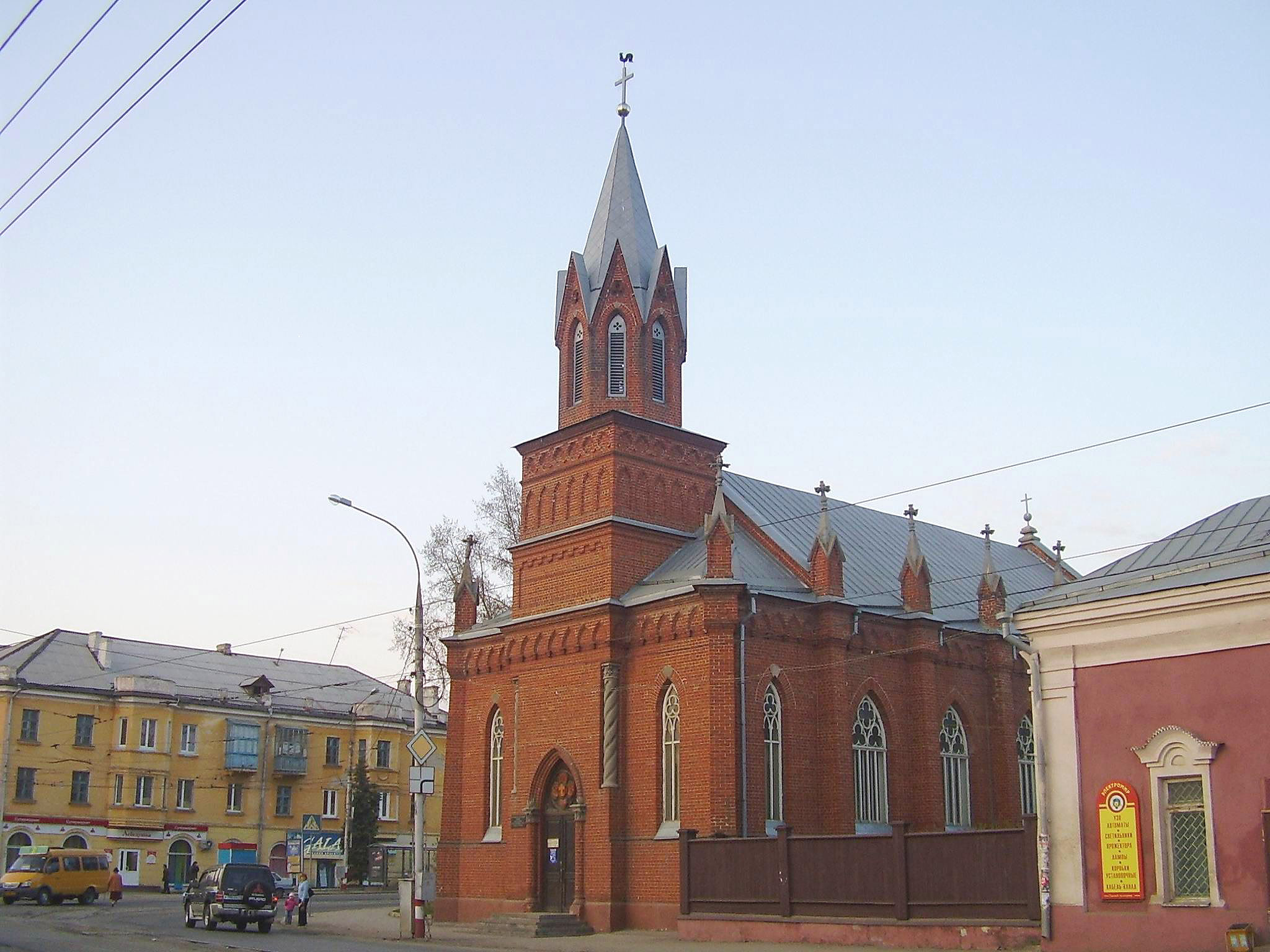
Памятник Примирения в Зеленогрске
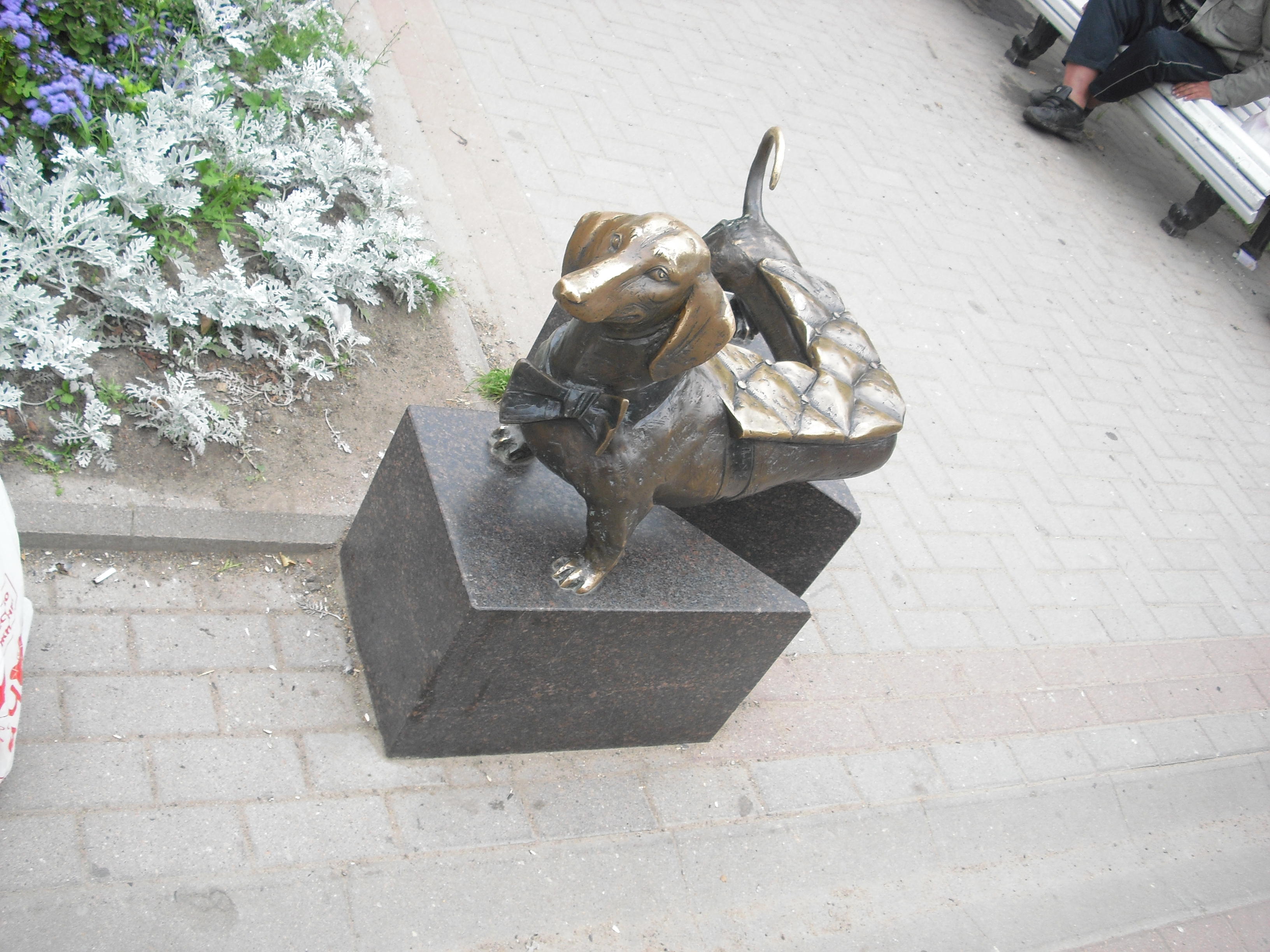
Скульптура «Такса» в Зеленогорске